# Малая Урна
Малая Урна — река в Тюменской и Омской областях России. Устье реки находится в 130 км по правому берегу реки Урна. Длина реки составляет 78 км. Площадь водосборного бассейна — 551 км².
В 65 км от устья по левому берегу впадает река Веснянка.

## Данные водного реестра
По данным государственного водного реестра России относится к Иртышскому бассейновому округу, водохозяйственный участок реки — Иртыш от впадения реки Тобол до города Ханты-Мансийск (выше), без реки Конда, речной подбассейн реки — бассейны притоков Иртыша от Тобола до Оби. Речной бассейн реки — Иртыш.